# Richard Massolin
Richard Massolin (né le 21 février 1976) est un footballeur français qui a joué au poste de défenseur central pour le FC Gueugnon, l'AS Angoulême Charente, le Nîmes Olympique, le FC Baulmes, l'Al Muharraq Club, FC Barcelone et le Paris FC. Richard Massolin coach actuellement l'equipe de US Annemasse situé en Rhône alpes 
Massolin participe aux phases éliminatoires de la Coupe caribéenne des nations 2005 avec la sélection de la Martinique. Ils sont éliminés par Cuba qui finit second de cette compétition et se qualifie pour la Gold Cup 2005